# Adaptivna optika
Adaptivna optika ali prilagodljiva optika je tehnologija, ki v realnem času omogoča popravke valovnega čela elektromagnetnega valovanja s pomočjo ogledala, ki ima spremenljivo površino, ali z uporabo snovi s spremenljivim lomnim količnikom. Ta tehnologija se v glavnem uporablja v astronomiji pri teleskopih na Zemljinem površju. Adaptivna optika deluje tako, da se motnje, ki jih povzroči ozračje, ugotavljajo takoj in popravijo s prenosom  na spremenljivo površino ogledala v teleskopu.
Prvi, ki je dal idejo o adaptivni optiki je bil Horace Welcome Babcock (1912 – 2003) v letu 1953. Šele razvoj računalnikov je omogočil, da so idejo lahko realizirali. Adaptivne optike ne smemo zamenjati z aktivno optiko, ki deluje v daljšem časovnem obdobju s popravki geometrije primarnega ogledala v teleskopu.
Adaptivne optike ne smemo zamenjevati z aktivno optiko pri kateri se popravljajo mehanske in termične deformacije v samem teleskopu. Takšne vrste deformacij se lahko odpravljajo v relativno daljšem časovnem obdobju. Primeri : New Technology Telescope (La Silla Observatory, Čile) z 75 podpornimi elementi in Keckov observatorij (Mauna Kea, Havaji) s 36 heksagonalnimi elementi. Osnovni način, s katerim se odpravljajo napake, pa je v obeh primerih podoben. V obeh načinih popravljanja slike je različna tudi frekvenca s katero se odpravljajo napake. Pri adaptivni optiki se napake odpravljajo s frekvenco nekaj 100 Hz, pri aktivni optiki pa s frekvenco 1 Hz.
Razvoj adaptivne optike je še v zgodnjih razvojnih fazah, čeprav so s to tehnologijo dosegli izradno izboljšanje posnetkov vesoljskih teles. Posebno je to opazno pri opazovanju večkratnih zvezdnih sistemov in področjij nastajanja zvezd in galaksij. Verjetno bo možno z izboljšanimi sistemi opazovati tudi planete, ki krožijo okoli zvezd. Ločjivost teleskopa, ki jo s tem dosežejo , je blizu mejni difrakcijski ločljivosti.

## Vpliv ozračja na sliko zvezde in popravljanje slike
Ko svetloba iz poljubnega nebesnega telesa vstopi v Zemljino ozračje, se zaradi tubulence (različne temperature – različni lomni količniki in gibanje zraka) slika telesa popači in miglja (nastanejo manjše fazne napake in izgleda kot, da svetloba prihaja iz različnih smeri). Veliki teleskopi zaradi tega kažejo razmazano sliko. 
Osnovni elementi sistema z adaptivno optiko so : 
- senzor valovnega čela,
- ogledalo s spremenljivo površino
- računalniška oprema, ki z obdelavo signalov iz senzorjev in naprav za spreminjanje površine ogledala, poskuša te motnje odpraviti.

Senzorji valovnega čela določijo velikost popačenja, ki ga je povzročila turbulenca v ozračju. Določanje velikosti popačenja mora biti opravljeno zelo hitro in v realnem času. Računalnik zelo hitro izračuna optimalno obliko ogledala, ki ga bi moralo imeti, da bi se odpravila popačenja. Za to operacijo se potrebuje nekaj ms. Piezoelektrične ročice (aktuatorji) pod ogledalom spreminjajo obliko ogledala.
Da bi se lahko izvedel popravek površine ogledala, ja potrebno določati obliko valovnega čela v odvisnosti od lege vsake točke v aperturi teleskopa. Zaradi tega se celotna površina aperture teleskopa razdeli na večje število manjših površin, ki jih imenujemo piksli (podoben pojem se uporablja tudi v računalniški grafiki). Za vsak piksel se pripravi senzor valovnega čela s pomočjo katerega se izračunajo popačenja valovnega čela. Kot senzor valovnega čela se lahko uporablja skupina majhnih leč (kot v Shack-Hartmanovem senzorju) ali krivuljni senzor ali piramidni senzor. Majhne leče delujejo kot podaperture, vsaka pa potrebuje svoj aktuator za spreminjanje oblike ogledala. Vpliv turbulence zraka je manjši pri infrardečem valovanju in je zato potrebnih manj popravkov. Ker je v infrardečem področju potrebnih manj popravkov slike, mora biti referenčna zvezda v vidnem delu spektra vsaj 25-krat svetlejša.
Tak način popravljanja valovnega čela se lahko uporabi za katerokoli nebesno telo, tudi za telesa v Osončju, ki na posnetkih niso točke (kot zvezde). 

## Vodilna zvezda
Za pravilno popravljanje motenj zaradi turbulence v zraku je potrebno primerjati valovno čelo opazovanega telesa z valovnim čelom neke izbrane referenčne zvezde, ki mora biti dovolj svetla. Takšna zvezda se imenuje vodilna zvezda. Adaptivna optika se zaradi tega lahko uporablja samo na tistih delih neba, kjer se najde dovolj svetla vodilna zvezda (sedanja tehnologija zahteva magnitudo od 12 do 15). 
Najuspešnejša pa je uporaba umetne  laserske vodilne zvezde. Takšno zvezdo ustvarijo s pomočjo laserja. Uporabljata se dva načina kreiranja laserske vodilne zvezde. 
- Prvi način se imenuje kreiranje Rayleighijeve vodilne zvezde. Rayleighijeva vodilna zvezda nastane z uporabo laserja z valovno dolžino blizu ultravijoličnega valovanja, ki se odbije od molekul zraka na višini 15 do 25 km.
- Drugi način je uporaba natrijeve vodilne zvezde. Za nastanek takšne vodilne zvezde se uporablja pulzirajoča laserska svetloba z valovno dolžino 598 nm. Ta svetloba vzbudi natrijeve atome v mezosferi in termosferi, da pričnejo svetiti in pojavi se umetna zvezda. Takšna vrsta zvezde služi na popolnoma enak način kot naravna vodilna zvezda. Umetna zvezda se pojavi na višini okoli 80 do 90 km[1].

Umetna vodilan zvezda je lahko navidezno zelo blizu telesa, ki ga opazujemo. Res je tudi, da svetloba, ki prihaja od umetne zvezde, ne naredi enake poti skozi turbulentno atmesfero, kot pa svetloba, ki prihaja od opazovanega telesa.

Razdalja med opazovanim telesom in umetno zvezdo je omejena. Pogosto je težko najti naravno in dovolj svetlo zvezdo na primerni razdalji. Zaradi tega je potrebno uporabiti umetno zvezdo. 

## Omejitve
Ena izmed omejitev adaptivne optike je majhno zorno polje, v katerem je popravljanje slike dobro. Ker je izoplanarni kot (kotna razdalja na nebu na kateri so motnje valovnega čela v korelaciji), je tudi področje, ki ga lahko popravimo, majhno. To težavo odpravljajo s posebno tehnologijo, ki se imenuje «multikonjugirana adaptivna optika» (multiconjugate adaptive optics), ki uporablja večje število zrcal s spremenljivo površino. Mnogo težje je uporabljati adaptivno optiko pri krajših valovnih dolžinah (zaradi tega večina sistemov z adaptivno optiko dobro deluje v bližini infrardečega področja. Priporočljiv največji zenitni kot je približno 50° (nad tem kotom učinek popravkov zelo hitro pada), največji pa 60°. 
Razen tega lahko ima referenčna zvezda največji kotni premer med 2 in 3 kotnimi sekundami.

## Uporaba
V adaptivni optiki se uporabljajo manjša zrcala s spremenljivo površino s premerom okoli 15 cm. Zrcalo je tanko in v enem delo ali pa je sestavljeno iz večjega števila segmentov. Za dobro popravljanje slike v vidni svetlobi v teleskopu s premerom 8 m bi potrebovali 6400 aktuatorjev, za podobno popravljanje v infrardečem delu spektra pa samo 250 aktuatorjev.  